# Ийджон (ван Корьо)
Ийджон (кор. 의종, 毅宗, Uijong, Ŭijong); ім'я при народженні Ван Хьон (кор. 왕현, 王晛, Wang Hyeon, Wang Hyŏn; 23 травня 1127 — 7 листопада 1173) — корейський правитель, вісімнадцятий володар Корьо.
Був старшим сином і спадкоємцем вана Інджона. Зайняв трон після смерті батька 1146 року.
Ще з часів правління Інджона в країні зростало невдоволення свавіллям чиновників, особливо тих, які належали до панівного клану. Таке невдоволення переростало на заворушення та повстання. В серпні 1170 року ворожнеча між придворною аристократією та військовиками призвела до чергового повстання. Вищі офіцери корьоської армії Чон Джун Бу, Лі Ий Бан та Лі Го організували державний переворот, у результаті якого Ийджона було повалено та заслано з країни. На престол воєначальники посадили молодшого брата Ийджона, Мьонджона, який реальної влади не мав.
Помер Ийджон 1173 року в засланні.